# Mincer-Einkommensgleichung
Die Mincer-Einkommensgleichung (auch Mincer-Lohnfunktion) ist ein ökonomisches Modell, welches das Lohneinkommen als Funktion der Schulbildung und Arbeitserfahrung erklärt. Das Modell ist nach seinem Erfinder Jacob Mincer benannt. Die Gleichung wurde zur Analyse zahlreicher Datensätze angewandt. Dem kanadischen Ökonom Thomas Lemieux zufolge ist es „eines der meist verwendeten Modelle in der empirischen Ökonomik“.

## Modell
In der Standardversion wird der Logarithmus des Einkommens modelliert als die Summe der Bildungsjahre und einer Quadratischen Funktion der "möglichen Arbeitserfahrungsjahren".
{\displaystyle \ln w=f(s,x)=\ln w_{0}+\rho s+\beta _{1}x+\beta _{2}x^{2}+\epsilon }
Die Variablen haben die folgende Bedeutung. {\displaystyle w} bezeichnet das Einkommen (der Achsenabschnitt {\displaystyle w_{0}} gibt das modellierte Einkommen einer Person ohne Bildung und Arbeitserfahrung an); {\displaystyle s} sind die Bildungsjahre; {\displaystyle x} die Jahre an potentiell möglicher Arbeitserfahrung; ε steht für den Fehlerterm. Die Parameter {\displaystyle \rho }, {\displaystyle \beta _{1}}, und {\displaystyle \beta _{2}} können mittels linearer Regression geschätzt werden und sind jeweils als Bildungs- und Erfahrungsrendite interpretierbar.
Die Gleichung lässt sich basierend auf einem theoretischen Modell individueller Entscheidungen zur Investition in Humankapital formal herleiten.
Im Grundmodell geht es um eine einfache regressionsanalytische Schätzfunktion für den Zusammenhang zwischen dem logarithmierten Lohn als abhängige Variable, einem zusätzlichen Bildungsjahr oder alternativ als Dummy-Variable dem Erreichen des nächsthöheren Abschlusses sowie der Berufserfahrung im Quadrat als erklärende Variablen. Durch die Logarithmierung des Lohns kann annähernd eine Normalverteilung hergestellt werden. Dies hat den Vorteil, dass sich die Koeffizienten als prozentuale Änderungen interpretieren lassen, wenn sich der Wert einer unabhängigen Variablen um eine marginale Einheit erhöht. Die Quadrierung der Berufserfahrung wird vorgenommen, um der Entwertung von Humankapital durch Alterung und technischen Fortschritt beziehungsweise sinkenden Löhnen ab dem 50. Lebensjahr Rechnung zu tragen. Der Störterm (Residuum) bildet unbeobachtete und schwer messbare Faktoren wie Volition, Motivation, Intelligenz sowie physisches und psychisches Leistungsvermögen ab, die das individuelle Einkommen ebenfalls beeinflussen und nicht durch die erklärenden Variablen kontrolliert werden. Eine Weiterentwicklung der Funktion mit zusätzlichen Erklärungsfaktoren wie Geschlecht oder Nationalität ist prinzipiell möglich, erhöht aber dadurch gleichzeitig die Ansprüche an die verwendeten Datensätze. Die Schätzung der Mincer-Einkommensfunktion erfolgt nach der Methode der kleinsten Quadrate. Dabei wird eine Gerade berechnet, die möglichst nahe an den Datenpunkten verläuft beziehungsweise die Abstände minimiert. Die Verwendung der Mincer-Einkommensfunktion ist geeignet für die Analyse von Zeitreihen-, Alters- und Kohorteneffekten.
Mit dem ökonometrischen Ansatz wird der tatsächliche Beitrag der Bildung zum Bruttoeinkommen ermittelt, indem andere Faktoren mit Auswirkungen auf das Einkommen kontrolliert werden. Ein Nachteil dieser Berechnungen ist, dass direkte Kosten der Ausbildung, wie beispielsweise Studiengebühren, nicht einbezogen werden. Auch Opportunitätskosten, wie entgangenes Einkommen während der Ausbildungsdauer, können nicht berücksichtigt werden. Sie sind nur anhand der Anzahl der Schuljahre indirekt ableitbar. Ein weiteres Problem des Mincer-Ansatzes ist darin zu sehen, dass anstatt der tatsächlichen Berufserfahrung meist nur die potenzielle Berufserfahrung erfasst wird. Dazu wird das Alter beim Ende der Ausbildung von dem aktuellen Lebensalter abgezogen und das Ergebnis als potenzielle Berufserfahrung in die Berechnungen einbezogen. Friktionen wie Zeiten der Erwerbslosigkeit durch Arbeitslosigkeit, Elternschaft oder Pflege von bedürftigen Angehörigen bleiben somit unberücksichtigt, was zu Verzerrungen der Renditen führt.

## Verwendung
Die Mincer-Einkommensgleichung ist ein Standardansatz der empirischen Wirtschaftsforschung zur Schätzung von Bildungsrenditen und Renditen von Verbesserungen in der Schulqualität. Ferner wird das Modell benutzt, um die Beziehung zwischen dem Wirtschaftswachstum und dem durchschnittlichen Bildungsniveau verschiedener Länder zu analysieren.

## Trivia
Sherwin Rosen bemerkte in seinem Artikel zur Würdigung von Mincers Verdiensten auf einprägsame Weise, dass Daten, die mit Hilfe der Gleichung analysiert wurden, als Mincered bezeichnet werden können.